# David José Kohon
David José Kohon (Buenos Aires, 18 de octubre de 1929 - ibíd., 30 de octubre de 2004) fue un director y guionista cinematográfico argentino. Escribió y dirigió películas como Breve cielo (1969), Prisioneros de una noche (1960),  y  Tres veces Ana (1961). Su último trabajo como director fue El agujero en la pared en 1981.

## Sus comienzos
Desde joven se sintió atraído por la literatura, el teatro y el cine, elementos que harían de él un constante buceador en la caracterología de personajes y situaciones, principalmente aquella referida a la vida porteña. En 1950 fue ayudante de dirección de Enio Echenique en la película Patrulla Norte y el mismo año dirigió el corto La flecha y el compás. En 1952 fue segundo ayudante de Leopoldo Torres Ríos en la película La encrucijada. En 1955 escribió la obra de teatro Mal negocio,  en 1956, Roberto y el baile, y en 1964 publicó su primera novela titulada El negro círculo de la calle y, posteriormente, varios cuentos en las revistas Comentario y Ficción.
Al mismo tiempo Kohon publicaba notas de crítica cinematográfica en las revistas Gente de Cine, Mundo Radial y Mundo Argentino y en el diario Democracia, e integró la prestigiosa Asociación de Cronistas Cinematográficos de la Argentina y comenzó a ser conocido en el ambiente de los cineclubes por el cortometraje de corte social Buenos Aires que dirigió en 1958.

## Un momento clave
En la segunda mitad de los '50 comienza a surgir una nueva corriente en la cinematografía argentina fruto de diversos factores, entre ellos la divulgación del nuevo cine europeo (Antonioni, la nouvelle vague francesa) y el agotamiento de los modelos de la industria local. A nuevos realizadores a los que la crítica reunió luego como la generación del '60 se sumó también Kohon con títulos como Tres veces Ana (1961), Prisioneros de una noche (1961),  y Breve cielo (1968), que no sólo procuraba representar las preocupaciones sociales de su época sino que perseguía además un cambio estético.
Lo mismo sucedió con sus dos películas estrenadas en 1976 y 1982 -¿Qué es el otoño? y El agujero en la pared-, que mostraban el clima de represión política y las consecuencias del plan económico de la dictadura sobre la clase media. 
Sobre el filme Breve cielo se  comentó:
La revista Visión dijo:

«No hay ternura en el film y sí cierta frialdad que emerge, seguramente, de la condición de observador también del director, como si hubiera dado un paso atrás para no comprometerse humanamente. Esta es precisamente la falla esencial de la película: no comprometerse, surgido de un enfoque más ideológico que humano..»

La revista Gente dijo:

«Convengamos, es un tango en imágenes, pero ¡Qué tango! ¡Bárbaro!»

Literaturnaia Gazeta de Moscú opinó:

”Es muy elogiable el estilo lacónico de la narración cinematográfica…No recurre nunca a situaciones trágicas agdas ni virajes efectistas. La película emociona y sacude al espectador.”

Por su parte, Manrupe y Portela escriben:

«Kohon hizo un relato intimista de la juventud marginada y sus distintas maneras de acercarse al sexo. Un pequeño clásico que significó un lanzamiento de Picchio.»

Falleció en Buenos Aires, el 30 de octubre de 2004.

## Filmografía
Director
- El agujero en la pared (1982)
- ¿Qué es el otoño? (1976)
- Con alma y vida (1970)
- Breve cielo (1969)
- Así o de otra manera (1964)
- Tres veces Ana (1961)
- Prisioneros de una noche (1960)
- Buenos Aires (corto - 1958)
- La flecha y el compás (corto - 1950)

Guionista
- El agujero en la pared (1982)
- ¿Qué es el otoño? (1976)
- Con alma y vida (1970)
- Breve cielo (1969)
- Así o de otra manera o Confesión (1964)
- Tres veces Ana (1961)
- Buenos Aires (corto - 1958)

Idea original
- La Madre María (1974)

Ayudante de dirección
- Patrulla Norte (1950)

2.º ayudante de dirección
- La encrucijada (1952)